# Кашрут
Кашру́т (ивр. כַּשְׁרוּת‎, в ашкеназском произношении ка́шрус) — термин в иудаизме, означающий дозволенность или пригодность чего-либо с точки зрения галахи.
В русском языке прилагательное коше́рный образовано от כָּשֵׁר‎ (каше́р, ашкеназский вариант произношения — ко́шер).
Антоним — трефно́й от идиш טרײף‎ (трейф — дословно — «некошерный»), в свою очередь восходит к טְרֵפָה‎ (трефа́ — дословно — «растерзанное» (Быт. 37:33, Лев. 17:15-16)).

## Определение
Кашрут — система ритуальных правил, определяющих соответствие чего-либо требованиям Галахи, еврейского Закона. В основе законов кашрута лежат заповеди Торы, а также дополнительные правила, установленные еврейскими религиозными авторитетами, главным образом в Мишне и Гемаре, вместе образующими Талмуд (Устная Тора).
Обычно термин «кашрут» используют применительно к своду религиозных предписаний, связанных с пищей, однако его применяют и в других аспектах традиционной жизни — от юридических (например, правомочность свидетелей в судебных разбирательствах, которые могут окончиться наказанием) до бытовых (выбор ткани) и ритуальных (тфилин, цицит).

## Кашрут пищи
В иудаизме существуют особые требования к еде (см. Танах, Кн. Ваикра / Левит, гл. 11 и др.). В разных еврейских общинах законы кашрута могут несколько различаться. Наибольшие различия существуют при соблюдении пасхальных запретов. Правила кашрута отличаются и у разных течений внутри иудаизма, например, для особо верующих имеются особо строгие правила — так называемый глат ко́шер (идиш גלאַט כּשר‎ — «просто/строго кошерное»).

### Кошерность мяса

#### Млекопитающие, обитающие на суше
В пищу разрешено только мясо таких млекопитающих, которые являются одновременно жвачными (строго травоядных) и парнокопытными (имеющих раздвоенные копыта). Это травоядные животные, такие как коровы, овцы и козы, а также лоси, газели, олени и т. п.
Тора перечисляет четыре вида животных, обладающих только одним из двух признаков кошерности. Это свинья, верблюд, даман и заяц/кролик. Эти животные запрещены в пищу. В отношении «наполовину кошерных» животных в еврейской традиции существует особо строгий запрет, призванный уравновесить возможное легкомысленное отношение народа к запрещённости их мяса в силу «почти кошерности».
Согласно одному мидрашу, животные «стесняются» своей некошерности. Если, к примеру, взять парнокопытную свинью, не жующую жвачку, и зайца, жующего жвачку, но далеко не парнокопытного, то можно заметить, что во сне свинья прячет морду и выставляет напоказ копыта, а заяц наоборот: поджимает под себя лапки и выпячивает мордочку.

#### Свинья
Согласно Торе, свинина некошерна постольку, поскольку свинья не имеет одного из двух обязательных признаков кошерности — не пережёвывает жвачку, а не по какой-либо особой причине.
Однако свинья выделяется среди других некошерных животных, её запретность, некошерность, имеет заметную роль в еврейской традиции и истории.
Запрет на свинину существовал ещё на самых ранних этапах развития иудаизма; во времена войн с филистимлянами (библейская эпоха судей), еврейские поселения отличаются от филистимских почти полным отсутствием свиных костей. Археолог Исраэль Финкельштейн считает, что отношение к свиньям могло быть символической гранью между евреями, как кочевыми скотоводами, и филистимлянами, как оседлыми жителями городов, это отношение могло стать частью процесса формирования этнического самосознания на принципах «мы-они»: «они едят свинину и живут в городах, а мы её не едим и живем в горах».
В русле идей о рациональных гигиенических причинах кашрута, выдвигаемых многими еврейскими комментаторами Библии, Маймонид объяснял запрещение свинины тем, что «свинья — грязное животное, питающееся нечистотами», однако более ранний еврейский законоучитель Элеазар бен-Азария утверждал, что не следует говорить: «У меня нет желания есть свинину», — напротив, стоит говорить: «Я бы с удовольствием ел свинину, но… мой Господь запретил мне», подчеркивая, что отказ от употребления свинины в пищу — не следствие омерзения к этому животному, а знак подчинения воле Бога и принадлежности к Его народу.
Со времен Талмуда запрет есть свинину символизирует в иудаизме соблюдение всех заповедей вообще. В талмудических текстах свинья выступает как символ всего самого отталкивающего: «свинья — это ходячая клоака», а систематическое использование эвфемизма (давар ахер — «другая вещь») вместо слова «свинья» показывает глубину отвращения к ней в еврейском сознании.
Свинья стала инструментом антиеврейской полемики и гонений, начиная с эллинистического периода. Во времена правления Антиоха IV Эпифана (167 г. до н. э.) евреев принуждали есть свинину как способ отречения от веры, что стало одним из катализаторов восстания Маккавеев. Отказ от свинины символизировал верность Торе и еврейской идентичности и в более поздние эпохи. С точки зрения инквизиции, для марранов (потомков насильно крещеных евреев) употребление в пищу свинины было одним из важных признаков следование христианской вере, а подозрения на избегание свинины — поводом к расследованию.
В отличие от других некошерных животных, которых запрещено только есть, свинья находится под более строгим запретом, Талмуд проклинает тех, кто разводит свиней на Святой земле. Запрет разводить свиней существовал в государстве Хасмонеев. В современном Израиле и предшествовавшем ему ишуве попытки евреев разводить свиней вызывали протесты со стороны не только религиозного, но и части светского населения.
Свинья остаётся символом некошерности и идеи табу в еврейской культуре. Даже нерелигиозные и не соблюдающие традиции евреи часто избегают свинины, в отличие от других некошерных видов пищи, таких как морепродукты. Юморист Дэвид Ракофф заметил: «Креветки — это треф, а свинина — это антисемитизм».

#### Птицы
Тора не определяет никаких признаков для кошерных птиц. Она просто перечисляет список трефных птиц. Среди них такие, как орёл, сова, пеликан. Однако основная черта запрещённых видов в том, что это хищные птицы.
Поскольку сегодня нет возможности точно распознать всех трефных птиц, перечисленных в Торе, в пищу употребляют только домашних птиц, кошерность которых подтверждена традициями. Это куры, индейки, перепела, утки, гуси и голуби.
Галаха приводит признак кошерности яиц: они должны быть от кошерных птиц. Обязательный, но недостаточный признак кошерности яйца — его разные концы (один более острый, другой — более округлый). Яйца же тех видов птиц, которые имеют одинаковые концы: или оба острые, или оба тупые — заведомо некошерны (обычно такие птицы хищные или падальщики).
Поскольку кровь категорически запрещена к употреблению, яйца, в желтке которых есть сгусток крови, являются трефными. Яйца с кровью в белке не обязательно выбрасываются, а просто освобождаются от крови и употребляются в пищу.

#### Библейские животные, современные названия которых не установлены
Значение названий некоторых животных, упоминающихся в Пятикнижии в связи с кашрутом, исследователями точно не установлено. Среди них: «анака», «летаа», «хомет», «тиншемет», «харгол», «хагав» и «солам».

#### Забой скота и птицы (шхита) и кошерование мяса
Законы кашрута распространяются также и на процесс забоя животного. Чтобы мясо было полностью кошерным, оно должно отвечать нескольким требованиям:
1. Должно использоваться мясо только кошерных животных, перечисленных выше.
2. Животное должно быть зарезано в соответствии со всеми требованиями Галахи. Этот процесс называется шхита (ивр. שחיטה‎), а квалифицированный резник — шойхет (ивр. שוחט‎). В соответствии с Галахой, одним из необходимых условий для кошерной шхиты является шхита одним плавным движением ножа, перерезающим одновременно большую часть (диаметра) трахеи и большую часть пищевода. Рваное движение ножа, задержка движения ножа, прокол тканей животного острым концом ножа делают шхиту некошерной, а животное — запрещённым в пищу евреям.

В Швейцарии, Швеции, Дании и Нидерландах шхита запрещена законом о защите животных как негуманный метод забоя скота.
Существуют также специальные законы ритуальной подготовки ножа, которым будет зарезано животное — как затачивать нож, проверять, чтобы на нём не было ни малейшей щербинки и т. п.; законы о том, где и как резать. Мясо зарезанных надлежащим образом животных, здоровье которых было непоправимо повреждено, некошерно.
Что касается ножа для шхиты, его лезвие должно быть не только очень острым, но и абсолютно гладким — такое лезвие лучше проникает в тело. Для такой заточки используется целый набор камней, от крупнозернистых до мелкозернистых. Ножи и камни, которыми пользуется резник, стоят немалых денег. Только процесс заточки ножа может занять несколько часов. Нож проверяют, проводя им по ногтю, и если при этом чувствуется хотя бы малейшая зазубрина — нож непригоден для шхиты. Галаха также отмечает, что чем выше уровень страха перед Небом у человека, тем более сосредоточенно он будет проверять нож. Поэтому есть обычай, что резник не только проверяет нож сам, но и даёт его на проверку местному раввину.
Поскольку работа резника требует точности действий, старый или больной человек не имеет права заниматься шхитой. В связи с этим в прошлом, когда община обычно имела только одного резника, нередко возникали разногласия между раввином и резником. Например, если в общину приезжал новый молодой раввин, то бывало, что престарелый и всеми уважаемый резник, который на самом деле был уже непригоден для этой ответственной работы, отказывался расставаться с прибыльной должностью и мог настроить всю общину против раввина. В XIX веке рабби Шломо Клугер вёл активную борьбу с этим явлением в Галиции и соседних странах. В одной из таких историй, происшедшей в Бердичеве в 1843 году, он даже подвергался угрозам жизни со стороны хозяев местной скотобойни. Он также постановил, что община обязана иметь пенсионный фонд для обеспечения резника, который уже не способен выполнять свою работу.
Тора запрещает употреблять в пищу кровь. Поэтому мясо сначала на полчаса замачивают в воде комнатной температуры, для того, чтобы размягчить его, а затем посыпают со всех сторон крупной солью и на час помещают на специальную наклонную доску или решётку для того, чтобы кровь могла свободно стекать с мяса. Соль впитывает кровь. После этого мясо тщательно промывают в трёх водах.
Шо(й)хет обычно много лет учится в ешиве, чтобы получить общие знания еврейских законов. Затем он проходит специальный курс для резников, длящийся около года и завершающийся экзаменом. Только после этого он получает право делать шхиту. Законы о шхите и проверке туши животного на кошерность весьма многочисленны и сложны, поэтому лишь человек, который досконально их изучил и получил соответствующий диплом, имеет право заниматься этим ремеслом.
Специалист, проверяющий тушу предназначенного в пищу животного, называется «машгиах кашрут» (ивр. משגיח‎, ‛надзирающий’). Машгиах обследует тушу, чтобы установить, есть ли признаки болезни (а именно гемофилии), по которым мясо считается трефным. Существуют и другие профессии, связанные с кашрутом, например менакер (ивр. מנקר‎) — человек, очищающий заднюю часть туши от запрещённых в пищу жил.

### Кошерность рыбы
«Рыба» в данном случае является расширенным понятием, включающим в себя не только собственно рыб, но и других обитающих в воде животных. Рыба, согласно законам кашрута, мясом не является, а потому на неё правила относительно мясных продуктов не распространяются. Рыба является «па́рве» (от идиш פּאַרעװע‎ — «ни молоко, ни мясо», «нейтральное»), то есть может употребляться в одной трапезе как с мясными, так и с молочными продуктами. Однако запрещено смешивать в одном блюде рыбу с мясной или молочной пищей. После употребления рыбы необходимо съесть что-либо (например, кусочек хлеба) и что-нибудь попить. После этого можно есть мясо.
Кошерные рыбы, согласно определению кашрута, имеют два обязательных признака: у них есть чешуя и плавники. Кошерная чешуя не прикреплена намертво к телу рыбы и с лёгкостью отделяется, если провести по рыбе ногтем. Считается, что плавники есть у любой рыбы. Наличие чешуи является обязательным признаком, поэтому, когда продают чищеную рыбу, то всегда оставляют на ней кусочек с чешуёй.
Некоторые виды рыб (сом, осётр, угорь, акулы, европейский удильщик), а также млекопитающие киты и дельфины обладают плавниками, но не имеют кошерной чешуи (либо имеют чешую на определённом этапе роста, что хоть и делает эти виды формально кошерными, но всё равно в силу традиции не воспринимаемыми в качестве кошерных) и поэтому некошерны. Соответственно, осетровая (чёрная) икра не кошерна, а лососёвая (красная) — кошерна. Моллюски (осьминоги, устрицы, кальмары) и ракообразные (крабы, раки, омары, лангусты, креветки) не имеют ни чешуи, ни плавников (а жабры у них хотя и есть, но скрытые) и в связи с этим не кошерны.
Рыба, а также любые существа, рождающиеся и обитающие в воде, не могут быть кошерными, не имея чешуи, даже если родились в закрытом водоёме, например, в пруду, в карьере, яме, аквариуме и тому подобной ёмкости. Сказано в Торе (книга Вайикра (Лев. 11:9): «Это вы можете есть из всего, обитающего в воде: все, что имеет плавники и чешую…» Таким образом, существует два признака кошерности рыб: наличие плавников и чешуи. Любые рыбы, не удовлетворяющие этим двум критериям, а также животные морепродукты и китообразные — запрещены для использования в пищу.
В плавниках рыбы зачастую находятся морские насекомые или паразитические организмы. Поэтому если вы предпочитаете готовить рыбу целиком, то, согласно требованию кашрута, да и в соответствии с нормами здорового питания, плавники рыбы необходимо срезать.
Рыба, в отличие от птиц и млекопитающих, не нуждается ни в шхите (кошерном убое), ни в особой разделке и обработке её мяса.
Продукты, получаемые из рыбы (рыбий жир, икра и тому подобные), будут кошерными лишь в том случае, если получены из кошерных рыб. Так, например, красная икра (то есть икра лососёвых рыб, таких как кета, горбуша, нерка, чавыча, кижуч, сёмга) и икра минтая кошерна, а чёрная икра (то есть икра осетровых рыб: белуги, осетра, севрюги) — некошерна. Также не могут стать разрешёнными в пищу все те существа, которых не ест большинство людей. Таким образом, даже креветки, родившиеся и выращенные в аквариуме и ни разу не покинувшие его пределов, тем не менее будут запрещены в пищу из-за запрета «Не оскверняйте души ваши».

### Разделение между мясным и молочным
Законы кашрута разделяют все пищевые продукты животного происхождения на мясные и молочные, совместное употребление которых запрещено. После приёма мясной пищи должно пройти несколько часов (сроки в некоторых общинах могут отличаться: 1, 3 или 6 часов), прежде чем можно употреблять молочную. После приёма молочной пищи мясо можно есть спустя период от тридцати минут (и даже сразу, если нет послевкусия) до двух часов; соблюдение точной продолжительности времени устанавливается тоже в каждом направлении иудаизма или общине. Исключение составляют твёрдые сыры, после употребления которых должно пройти столько же времени перед употреблением мясной пищи, сколько принято в данной общине между приёмом мясной и молочной пищи.
Продукты, не относящиеся ни к молочной, ни к мясной пище (рыба, овощи, фрукты), называются парве, и их разрешено употреблять как с мясной, так и с молочной пищей. Однако если такие продукты контактировали с мясной или молочной пищей (даже если весь контакт заключался в том, что, к примеру, человек, евший молочное, не вымыл как следует руки перед тем, как брать овощи), они теряют статус «парве» и считаются мясной или молочной пищей соответственно. Вопрос необходимости периода ожидания после такой пищи зависит как от нюансов потери статуса «парве», так и от общин.

### Запрет на насекомых
Кашрут категорически запрещает употреблять в пищу насекомых (кроме вида саранчи, см. ниже), земноводных и пресмыкающихся. Запрет на употребление в пищу насекомых и продуктов их жизнедеятельности установлен Торой: «Все крылатые пресмыкающиеся нечисты для вас, не ешьте их» (Втор. 14:19). Тора называет их шерец (ивр. שרץ‎, мельтешащее). Это ограничение обязывает религиозную хозяйку хорошо представлять внешний вид, процесс развития и места обитания насекомых, чтобы удалять их из пищи. Особенно осторожной надо быть при употреблении в пищу муки и крупы. Муку требуется просеивать через мелкое сито, а крупу перебирать, чтобы выяснить, нет ли в ней насекомых или червей. Овощи — капусту, салат, укроп и так далее — также, с точки зрения кашрута, необходимо очень внимательно проверять и тщательно мыть, так как на них могут находиться личинки и взрослые насекомые. Многие фрукты являются излюбленным местом обитания личинок — такие, как инжир, абрикосы — и поэтому перед едой их следует проверять с особой тщательностью.

20 Все [животные] пресмыкающиеся, крылатые, ходящие на четырёх [ногах], скверны для нас;

21 из всех пресмыкающихся, крылатых, ходящих на четырёх [ногах], тех только ешьте, у которых есть голени выше ног, чтобы скакать ими по земле;

22 сих ешьте из них: саранчу с её породою, солам с её породою, харгол с её породою и хагаб с её породою.

23 Всякое [другое] пресмыкающееся, крылатое, у которого четыре ноги, скверно для вас;
— Лев. 11:20-23

#### Исключения
По законам кашрута, продукт некошерного организма автоматически некошерен; к примеру, белужья икра некошерна, а лососёвая — кошерна. Единственным исключением из этого правила является мёд, продукт некошерного насекомого, который однако разрешён к употреблению в пищу, поскольку он (согласно кашруту) не является продуктом жизнедеятельности организма пчелы.

Производство мёда начинается с того момента, как рабочая пчела покидает улей для сбора нектара или пыльцы. Пчела собирает нектар в мешок, расположенный на её теле, и приносит его в улей. В улье нектар передаётся от одной пчелы к другой, жуётся и выплёвывается по несколько раз. Таким образом образуется густой сироп, который содержит большее количество углеводов и очень мало влаги. Рабочая пчела выливает сироп в ячейку соты и затем обдувает его своими крылышками. Это делает сироп ещё более густым. Так получается мёд.— Виртуальная библиотека по сельскому хозяйству
Таким образом, несмотря на то, что, со строго научной позиции, нектар и подвергается ферментной биотрансформации секретами, выделяемыми в зобу медоносной пчелы, с точки зрения кашрута, мёд представляет собой цветочный сок, переработанный пчелой, и поэтому считается продуктом растительного, а не животного происхождения.
Сильным аргументом в пользу кошерности мёда является также библейский рассказ о Самсоне, евшем мёд из чрева мёртвого льва.

### Кошерность напитков
Кошерность вина обусловливается не типом винограда или спецификой изготовления, а соблюдением определённых законов.
1. Орла — первые три года после посадки виноград (в числе остальных плодовых деревьев) запрещён к употреблению в пищу;
2. Ревия — плоды четвёртого года, которые полагалось приносить в Иерусалимский храм, сегодня также запрещены, по крайней мере, до возрождения Храма;
3. Шмита — в Израиле каждый седьмой год от начала завоевания евреями Ханаана вино можно изготавливать, лишь соблюдая специальные правила святости плодов (не выбрасывая попусту плоды и не выливая без нужды само вино и пр.).
4. Соблюдение субботы — непосредственно в производстве вина могут участвовать лишь иудеи, соблюдающие шаббат.
5. При осветлении не должны использоваться вещества животного происхождения (напр. яичный белок и желатин). Следовательно, агар-агар допускается.
6. Маасер (десятина) — Галаха требует отделять от винограда (в числе остального урожая) десятину в Иерусалимский храм. За отсутствием Храма, в Израиле один процент от урожая виноделы уничтожают в присутствии раввина.

Галаха запрещает использовать вино, относительно которого существует подозрение в том, что его могли использовать в своих религиозных обрядах иноверцы, «служители звёзд» (ивр. עבדי הכוכבים‎). Поэтому напитки из винограда (в том числе коньяк и бренди) должны производиться исключительно религиозными евреями, начиная с этапа давления винограда и заканчивая закупориванием бутылок.
Существует также постановление мудрецов о том, что вино, которое было открыто неевреем или даже евреем, но не соблюдающим шаббат, запрещено к употреблению. Во избежание этого запрета, существует обычай «варить» вино, то есть нагревать его до температуры, когда появятся пузырьки на поверхности. Считается, что подобное вино становится непригодным для языческих обрядов (некоторые авторитеты, однако, это оспаривают, так как подобное вино по качеству не уступает обычному). В современном виноделии принято не кипятить, а быстро нагревать и затем охлаждать вино в автоклаве. Такое вино называется мевушаль (ивр. מבושל‎, варёное) и оно может быть использовано даже в том случае, если его открыл нееврей. Особо ревностные иудеи требуют кипятить также виноградный сок, если он используется для благословения кидуш.
Некоторые сорта водки являются трефными, поскольку в их состав входят молочные добавки (например, водка «Посольская»).

### Пасхальный кашрут
Во время праздника Песах к обычным правилам кашрута добавляются специфические запреты, связанные с квасным (хамец). Запрещено употреблять в пищу и даже иметь в доме продукты, содержащие хамец.
Для продуктов в фабричных упаковках в дополнению к штампу кашрута должен присутствовать специальный штамп «Кашер ле-Песах» («Kosher for Passover»).

#### Квасное
В Песах нельзя не только пользоваться, но и владеть квасным (хамецом).
Примеры квасного:
- Любые злаки — пшеница, ячмень, рожь, овёс или полба, которые входили в контакт с водой или другими жидкостями, должны рассматриваться как хамец, поскольку в них может начаться брожение.
  - Мучные продукты: лапша из муки, вермишель, овсянка, хлеб, торт, печенье, пирожные, маца и блюда из мацы, не приготовленные специально для Песаха.
  - Продукты из злаковых: кукурузные хлопья, воздушные пшеничные зерна, толчёная пшеница и тому подобное.
- Солодовые продукты: все солодовые и дрожжевые продукты, овощные экстракты, горчица и другие соусы.
- Напитки: пиво, виски и другие алкогольные напитки, солодовый уксус и маринованные продукты, содержащие солодовый уксус, фруктовые эссенции, глюкоза.

В различных еврейских общинах правила относительно квасного могут отличаться друг от друга. Так, ашкеназы запрещают в пищу и употреблению т. н. китнийот: продукты, содержащие бобовые, рис, а также похожие на них продукты, например, арахис и тому подобные. Существуют различные обычаи по отношению к различным растительным маслам, например, к соевому и кукурузному маслам.

## Мнения о значении кашрута

### Воля Творца
Иудейский закон рассматривает эту заповедь как «хок» («закон») — не имеющую логического объяснения, а исполняемую исключительно в знак подчинения воле Бога. Объяснения же, которые имеются в еврейской литературе (а иудаизм всячески приветствует поиск даже скрытого смысла), призваны только лишний раз показать, что для человека хорошо следовать воле Творца даже тогда, когда он не видит в этом явного смысла и дать человеку дополнительную радость от исполнения заповеди. Встречается также и подход, согласно которому еврей, а точнее — иудей, вполне может искренне считать свинину вкусной и питательной, и не есть её только потому, что ему этот вид пищи запрещён.

### Подход хасидизма
С точки зрения хасидизма, физический мир создан Творцом для того, чтобы достичь «обители в нижних мирах» — состояния единства с миром, который, несмотря на то, что он по своему устройству отрицает Творца, всё же в конце концов проявит Его. Эта «обитель» достигается тем, что евреи и неевреи исполняют заповеди Творца (613 заповедей для евреев и 7 заповедей для неевреев), используя непосредственно материю физического мира (поэтому большинство заповедей Торы связаны с материальными предметами, а не только духовными принципами и идеями). Таким образом, они соединяют Волю Творца (отражённую в заповедях Торы) — а тем самым и Его Сущность — с физической материей.
Бааль Шем Тов, основатель хасидизма, учит, что в каждом предмете есть «искры святости» — элементы духовности, которые «спустились» из духовных миров и застряли в физическом мире. Когда какой-то предмет используется по Воле Творца, искры святости активируются и создают канал между физическим и духовными мирами, способствуя «проявлению» Творца в духовных мирах (т. н. «Ор Эйн Соф», «Бесконечному Свету») проникнуть в этот мир. Это позволяет конкретному предмету стать «обителью» для Творца. До прихода мессии это состояние «обители» скрыто, но после его прихода (который приближается каждым исполнением заповеди, каждой созданной «обителью»), единство Творца с физическим миром станет явным.
Однако в некоторых предметах «искры» застряли слишком глубоко и не могут быть активированы. Поэтому Тора сообщает, какие предметы можно использовать (и в каких случаях) для служения Творцу, а какие нет. Эта философия представляет еду тоже видом служения Творцу (поэтому еврей обязан сказать благословение перед едой), если человек ест не только ради своего насыщения или удовольствия, а с целью получить силы продолжать служить Творцу в этом мире. Когда еврей ест еду с такой целью, он превращает её в «обитель» для Творца. Однако те виды еды, в которых «искры святости» застряли слишком глубоко, не могут быть использованы для этой цели. Поедание их приводит к усилению силы, которая обратна от духовности и называется «клипа» — «оболочка, кожура». Эта сила заслоняет мир от факта существования Творца (она и создаёт тот факт, что физическая материя не проявляет в себе Творца, что делает этот мир «нижним»), и, таким образом, усиление её (в результате нарушения заповедей Торы) обратно созданию «обители» для Творца в физическом мире.

### Полезность кошерной пищи
Согласно этому мнению, Творец, сотворивший мир, дал человечеству Закон, в соответствии с которым следует жить. Он лучше всех знает, что хорошо и полезно для духовного благополучия человека. Подобно тому, как если врач даёт пациенту определённые лекарства или назначает диету, пациент будет следовать указаниям врача, даже не понимая их смысла. Пациент понимает, что врач знает лучше, какое именно лечение необходимо, и принимает назначенные лекарства, даже если не имеет представления, как именно они действуют.
Маймонид, бывший также выдающимся врачом своего времени, даёт медицинское обоснование законов кашрута.
Еврейские законоучители также объясняют, что трефная пища отрицательно влияет на духовный уровень человека, его духовная чувствительность понижается, а сердце «закрывается» для восприятия духовных идей.

Возможно … характер людей может изменяться в зависимости от того, мясом какого животного питается человек. Тора поэтому запрещает есть мясо хищных и агрессивных животных, чтобы не унаследовать инстинкты убийцы. Не случайно все кошерные животные — травоядные, трефные — хищники…— философ Филон Александрийский

### Стремление к святости
Согласно этому мнению, цель законов кашрута состоит в том, чтобы привить такие качества как самодисциплина и способность к самоограничению, а также возвысить акт принятия пищи от животного уровня до высокоорганизованного и сознательного.
Вы должны быть святы, поскольку Я, Господь Бог ваш, свят
Таким образом, законы кашрута являются частью системы заповедей Торы, выполняя которые, человек учится контролировать свои желания и страсти и, тем самым, растёт духовно.
Заповеди — даны Богом только для того, чтобы дисциплинировать и воспитывать людей. Какая разница Всевышнему, каких животных мы едим — чистых или нечистых?… (Мидраш Танхума, гл. «Шмини»)

### Сохранение национальной самоидентификации
Многие законы кашрута направлены на то, чтобы ограничить контакты с неевреями. К примеру, многие виды пищи считаются трефными только из-за того, что приготовлены неевреями. Виноградное вино, приготовленное неевреями, также запрещено.
Эти законы служат преградой, барьером для контактов, которые могут в конце концов привести к бракам с неевреем, что является серьёзным нарушением Торы. Кашрут также сближает евреев, где бы они ни находились. Когда еврей, соблюдающий кашрут, едет в другой город или страну, он будет искать там раввина и общину, где он сможет достать кошерную еду. А в синагоге еврей встречает ещё больше новых друзей, разделяющих его взгляды и нравственные ценности. Таким образом, соблюдающий законы кашрута еврей никогда не окажется в одиночестве в любом городе мира, где живут евреи.

Когда кто-то в некошерном ресторане заказывает говяжий бифштекс вместо свиных отбивных, пытаясь соблюсти «кошер», я уже не смеюсь над ним. Выбор этого человека, возможно, свидетельствует о его попытке отказаться от некошерной свинины… Если он отказывается от сливочного масла и не разбавляет свой кофе молоком после мяса, я уважаю этого человека ещё больше, ибо он, очевидно, помнит заповедь Кашрута «НЕ ВАРИ КОЗЛЁНКА В МОЛОКЕ МАТЕРИ»… А если он вообще предпочитает рыбу мясному, я усматриваю в нём человека, серьёзно пытающегося жить по заповедям Бога— р. Залман Шахтер, «Состояние еврейской веры»

### Моральные ценности
Согласно этому подходу, цель законов кашрута в том, чтобы
1. сократить до минимума число животных, которых можно убивать;
2. производить умерщвление животных наиболее безболезненным способом;
3. воспитать отвращение к пролитию крови.

Жестокость по отношению к животным прямо запрещена Торой. Охота и умерщвление животных для развлечения — запрещены. Убивать животных можно только для еды, для медицинских исследований и тому подобных целей, причём в Торе предписан определённый способ убийства животного.
Антисемиты утверждали, что Шхита (забой скота согласно Торе) якобы жестокий обычай, однако, согласно ряду научных исследований, это не так, шхита не приносит животному страданий больших, чем другие способы забоя, и является относительно гуманным способом умерщвления животного. В соответствии с законами кашрута, любое раненое животное уже не кошерно. Поэтому убивать животных следует быстро — одним движением, чтобы уменьшить боль до минимума. Нож, которым пользуется резник, должен быть острым и гладким. Животное при этом теряет сознание в доли секунды.
Тора запрещает также употреблять в пищу кровь. Этим объясняются специальные законы забоя скота, замачивания и соления мяса, обеспечивающие удаление крови. Разрешено медицинское использование крови, в том числе человеческой донорской крови, так как это может спасти жизнь другого человека.

Удивительно, что никто из соседей израильтян не разделяет существующего у них абсолютного запрета на употребление крови. На кровь смотрят как на продукт питания… Кровь — это символ жизни. Согласно законам иудаизма, человек имеет право на поддержание своей жизни путём употребления в пищу лишь минимального количества живой материи… Человек не имеет права посягать на саму «жизнь». Поэтому кровь — жизнь — должна быть символически «возвращена Богу» — мясо должно быть обескровлено перед приготовлением пищи.
— Яков Милгром, профессор университета в Беркли.

### Доводы современных исследователей
Высказываются доводы о пользе кашрута представителями медицинского сообщества.

## Объективность и бренды кашрута
Кашрут является герменевтическим сводом субъективных суждений, и его нельзя подтвердить объективным лабораторным исследованием. Поэтому многие верующие евреи не полагаются на лицензии о кашруте государственных ведомств, таких, как Главный раввинат Израиля или Инспекция кашрута штата Нью-Йорк, или крупных организаций, как «Ортодокс Юнион», а предпочитают лицензирование от известного им или почитаемого в их общине раввина.
На упаковке может быть несколько печатей и фирменных знаков. Это значит, что производители позаботились получить лицензию кашрута в разных инстанциях, чтоб удовлетворить различные сегменты рынка. В Армии обороны Израиля обязательно приготовление лишь кошерной пищи.

## Рынок кошерных продуктов
В настоящее время рынок кошерных продуктов стал огромным бизнесом. Лишь в США годовой оборот рынка составляет по разным оценкам от 50 до 150 миллиардов долларов. По сообщению журнала «Новости пищевой отрасли», рынок кошерных продуктов активно расширяется, завоёвывая крупные сегменты нееврейских потребителей.
Согласно данным журнала Kosher Today, среди 11 млн американцев, выбирающих продукты по принципу кошерности, только один миллион собственно евреев. Кошерные продукты потребляют не только набожные евреи, но и другие категории потребителей: вегетарианцы, адвентисты седьмого дня, мусульмане, люди с аллергией на лактозу или клейковину и многие другие категории потребителей.
Журнал Kosher Today сообщал в начале 2002 года о том, что оборот американского рынка кошерных продуктов увеличивается ежегодно на 5,9 %, а оборот кошерных ресторанов более, чем на 10 %. По другим сообщениям рост рынка составляет около 15 % в год.
Ежегодно в ноябре в Нью-Йорке проходит международная ярмарка Кошерфест, собирающая тысячи производителей и распространителей кошерных продуктов (8 500 в 2006 г.).
Около 150 000 видов кошерных продуктов представлено на мировом рынке, и это количество ежегодно увеличивается примерно на 2 500 новых продуктов.
Страны-лидеры рынка кошерных продуктов — США, Израиль, Франция, Великобритания и Австралия.
Объём российского рынка кошерных продуктов составляет около $5 млн (на июль 2006). Помимо магазинов, традиционно работающих при синагогах, в 2002 году на Трифоновской улице ООО «Кошер» открыло первый в Москве супермаркет кошерной еды.
Всемирная организация по сертификации кошерной продукции OK Kosher Certification в 2010 году открыла специальный «Русский» отдел для работы со странами бывшего СССР. За два года работы сертифицировано более 60 заводов на территории РФ, стран СНГ и Балтии.

## Казусы, связанные с кашрутом
- Видные раввины XVIII века считали помидор «свиным плодом» и запрещали его к употреблению[34], однако в настоящее время помидоры в пищу разрешены.

### Кошерность сотовых телефонов
Также, к примеру, существует кашрут сотовых телефонов. Кошерные телефоны не могут получать или отправлять SMS-сообщения и не могут подключаться к Интернету.
Как и в случае с пищей, кошерность телефона определяется раввином после проверки. Такие телефоны имеют специальные номера, и обладание таким номером считается признаком принадлежности к ультраортодоксальной общине. Все основные телефонные компании и мобильные операторы Израиля предлагают «кошерные пакеты или тарифы», которые несколько дешевле обычных.

## Кашрут и халяль
Правила, аналогичные кашруту, есть и в исламе (см. Халяль). Мусульмане также не едят свинину, пользуются примерно такими же правилами забоя скота. Но в исламе нет специального человека, в функции которого входило бы наблюдение за соблюдением религиозных ограничений. Существует только одно ограничение, которое есть в исламе, но его нет в иудаизме: ислам запрещает употребление спиртных напитков, а с точки зрения кашрута в этом нет ничего предосудительного. И наоборот — ислам разрешает конину и верблюжатину, а в иудаизме конина и верблюжатина — треф. Также в исламе разрешено употреблять в пищу мясное и молочное одновременно, а в иудаизме это запрещено. Кашрут в основном строже по сравнению с халялем. Несмотря на то, что и ислам и иудаизм запрещают употреблять в пищу кровь животного (считается, что именно в крови находится душа), в исламе существует свой обряд забоя животного, который отличается от обряда в иудаизме.